# Four Seats for Invalides
Four Seats for Invalides (zkratkou FSFI nebo 4S4I, česky 4 sedadla pro invalidy podle nápisu v prostředcích MHD) byla česká grindcore/death metalová kapela založená v lednu 1992 ve městě Most Mirkem (vulgo Deathman) a Petrem Buchnerem (alias Butcher). Kapela popisovala svůj projev jako „ekoalcopsychodeathcoretoxictrashchemicalstench“. Kromě českých skupin koncertovali např. s Avulsed (Španělsko), Deeds of Flesh (USA), Adramelech (Finsko), Blood (Německo), Dead Infection (Polsko).
V roce 1993 vyšlo první studiové album s názvem Hiromost.

## Diskografie
Dema
- Hiromost '93 (1993)

Studiová alba
- Hiromost (1993)
- Blast! (1997)
- Defy (2003)

EP
- Livestock (1998)
- Biovirus (2000)

Split nahrávky
- Mindflair / Four Seats for Invalides (1998) – společně s Mindflair
- NoT! VS. FSFI (2006) – společně s Not!